# .sv
.sv és el domini de primer nivell territorial (ccTLD) del Salvador.
L'Internet Explorer 6 de Microsoft té un error a la versió sueca, i utilitza .sv en comptes de .se quan s'escriu ctrl+return per afegir el sufix.

## Dominis de segon nivell
- edu.sv: educació i/o institucions de recerca
- gob.sv: institucions nacionals de govern
- com.sv: entitats comercials i les que no es poden incloure a la resta
- org.sv: organitzacions sense ànim de lucre
- red.sv: administració de la xarxa del país